# Dixioria dentifera
Dixioria dentifera är en mångfotingart som beskrevs av Chamberlin 1947. Dixioria dentifera ingår i släktet Dixioria och familjen Xystodesmidae. Inga underarter finns listade i Catalogue of Life.